# Guérard
Guérard là một xã trong vùng hành chính Île-de-France, thuộc tỉnh Seine-et-Marne, quận Meaux, tổng Canton de Coulummieres. Tọa độ địa lý của xã là 48° 49' vĩ độ bắc, 2° 58' kinh độ đông. Xã có diện tích 19,80 km², dân số vào thời điểm 2004 là 2103 người; mật độ dân số là 106 người/km².

## Dân số
Người dân ở đây được gọi là Guérardais.
Điều tra dân số năm 1999, xã này có dân số là 106.